# Hamish Linklater

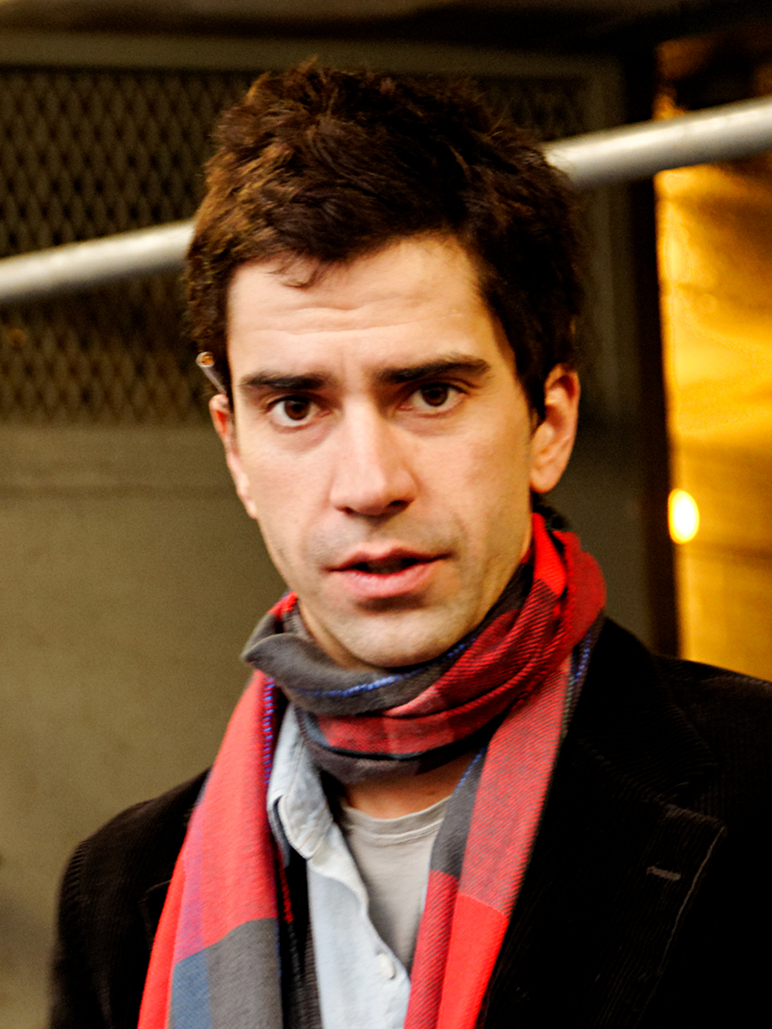
Hamish Linklater (2011)

Hamish Linklater (* 7. Juli 1976 in Great Barrington, Massachusetts) ist ein US-amerikanischer Schauspieler. Er hatte Auftritte in der CBS-Komödie The New Adventures of Old Christine.

## Leben
Linklater ist der Sohn der Schauspieltrainerin Kristin Linklater und Enkel des Schriftstellers Eric Linklater. Er besuchte das Amherst College in Western Massachusetts. Nach Anfängen als Theaterschauspieler hatte er mit Groove – 130 bpm sein Filmdebüt. Danach spielte er den Richard Roth im HBO-Film Live aus Bagdad. Seitdem hatte Linklater zahlreiche Filmauftritte. 2005 trat Linklater im Film Fantastic Four als Leonard auf. Er hatte einen Gastauftritt in der TV-Serie American Dreams und in Gideon's Crossing. Er war die Zweitbesetzung von Logan in der Serie Dark Angel.
Im Januar 2002 heiratete er die Dramatikerin Jessica Goldberg. Aus der 2012 geschiedenen Ehe ging eine Tochter hervor. Mit seiner Partnerin, der Schauspielerin Lily Rabe hat er drei gemeinsame Kinder.

## Filmografie (Auswahl)
- 2000: Groove – 130 bpm (Groove)
- 2002: Live aus Bagdad (Live from Baghdad)
- 2004: 5ive Days to Midnight
- 2005: Fantastic Four
- 2006–2010: The New Adventures of Old Christine (Fernsehserie, 89 Episoden)
- 2011: The Future
- 2012: Battleship
- 2012: Lola gegen den Rest der Welt (Lola versus)
- 2013: 42 – Die wahre Geschichte einer Sportlegende (42)
- 2013: The Newsroom (Fernsehserie, 5 Episoden)
- 2013–2014: The Crazy Ones (Fernsehserie, 22 Episoden)
- 2014: The Angriest Man in Brooklyn
- 2014: Magic in the Moonlight
- 2015: The Big Short
- 2017–2019: Legion (Fernsehserie)
- 2017: Fargo (Fernsehserie, 4 Episoden)
- 2020: Diese 10 Dinge tun wir bevor wir uns trennen (10 Things We Should Do Before We Break Up)
- 2021: Midnight Mass (Miniserie)
- 2022: Dead for a Dollar
- 2023: Downtown Owl (Regie und Drehbuch)
- 2024: Nach dem Attentat (Manhunt, Miniserie)
- 2024: Nickel Boys
- 2024: The Life of Chuck (Stimme)